# Конышев, Дмитрий Борисович
Дмитрий Борисович Конышев (род. 18 февраля 1966, Горький) — советский и российский профессиональный шоссейный велогонщик. Победитель девяти этапов Гранд-туров. Двукратный Чемпион России в групповой гонке. Чемпион СССР в групповой гонке. Мастер спорта международного класса. 

## Биография
Велоспортом начал заниматься под руководством отца, который его-семиклассника привёл в спортивную секцию. Хотел быть похожим на своего земляка — известного велогонщика Юрия Баринова. Окончил машиностроительный техникум по специальности сварочное производство (1985). Отслужил срочную службу в вооружённых силах.
Участник Олимпийских игр в Атланте и Сиднее. Закончил профессиональную карьеру в 2006 году. Спортивный директор российской велокоманды Tinkoff Credit Systems в 2007—2008 гг., с 2009 года — «Катюши». В 2009 году назначен главным тренером сборной России.
Отец профессионального велогонщика Александра Конышева (род. 1998), являющегося гражданином Италии и выступающего за  команду мирового тура «Mitchelton-Scott».

## Спортивные достижения
Проходил спортивную подготовку под руководством заслуженного тренера СССР А. Гусятникова. Чемпион СССР (1990) и двукратный чемпион России (1993, 2001) в групповой гонке. Обладатель серебряной и бронзовой медалей чемпионатов мира 1989 и 1992 годах. Многократный победитель и призёр однодневных и этапов многодневных гонок, в том числе престижных:
- Джиро д’Италия: этапы 5 и 12 (1993), этап 9 (1997), этап 6 и малиновая майка за победу в очковой классификации (2000);
- Тур де Франс: этап 17 (1990), этапы 19 и 22 (1991), этап 14 (1999);
- Вуэльта Испании: этап 18 (1996).

В 1995 году занял 3-е место в гонке Брабантсе Пейл в Бельгии.